# Station Boeil-Bezing
Station Boeil-Bezing is een spoorwegstation in de Franse gemeente Boeil-Bezing.